# Stejnopohlavní manželství v Norsku
Stejnopohlavní manželství je v Norsku možné uzavírat od 1. ledna 2009, kdy nabyl účinnost návrh příslušného zákona přijatý parlamentem v červnu 2008. Norsko se tak stalo první severskou zemí a zároveň šestou zemí na světě, která se k takovému kroku odhodlala.

## Registrované partnerství
Norsko přijalo zákon o registrovaném partnerství 30. dubna 1993. Účinným se stal 1. srpna 1993. Tímto se po Dánsku (1989) stalo druhou zemí, která zlegalizovala stejnopohlavní soužití.
Registrované partnerství garantovalo osobám žijícím v něm prakticky zcela stejná práva a povinnosti plynoucí z manželství, včetně ustanovení o rozvodu.
Zákon však obsahoval dodatek, že veškerá ustanovení Zákona o osvojení týkající se manželských párů se nesmí aplikovat na registrované partnerství. To v praxi znamenalo, že na základě platného zákona o biotechnologiích mohly asistovanou reprodukci podstupovat pouze manželské páry nebo domácnosti tvořené osobami různého pohlaví. Nicméně v červnu 2001 přijal norský parlament návrh novely zákona umožňující osobám žijícím v registrovaném partnerství adopci dítěte druhého z partnerů. Nový zákon nabyl účinnosti 1. ledna 2002.
V r. 2002 zveřejnila zpravodajská agentura Reuters statistiku registrovaných partnerství. Podle jejích údajů uzavíralo každoročně registrované partnerství cca 150 párů. Jedním z nich byl i bývalý ministr financí Per-Kristian Foss.
Páry žijící v registrovaném partnerství mají momentálně možnost buď v tomto stavu setrvávat, anebo požádat o jeho změnu na manželství. Nicméně po legalizaci stejnopohlavních sňatků nebyla uzavřena žádná další partnerství.

## Stejnopohlavní manželství
První návrh zákona o genderově-neutrálním manželství předložili 18. listopadu 2004 dva poslanci za Socialistickou levicovou stranu. Jejich cílem bylo zrušení stávajícího zákona o registrovaném partnerství a jeho nahrazení manželstvím přístupným heterosexuálním i homosexuálním párům. Od návrhu se nakonec upustilo s tím, že se touto záležitostí začne vláda v budoucnu zabývat. Vládní kabinet tehdy sestávající převážně z členů Konzervativní strany svého slibu však nedostál. Následující Stoltenbergova vláda však otázku stejnopohlavního manželství znovu otevřela a to rovnou na vládní tiskové konferenci v hotelu Soria Moria. Veřejné slyšení na toto téma se konalo 16. května 2007.
29. května 2008 zveřejnila newyorská tisková agentura Associated Press prohlášení dvou opozičních stran Liberální strany a pravicové konzervativní strany, že zákon o manželství osob stejného pohlaví podporují, což se také v červnu 2008 potvrdilo. Ještě předtím však nebylo jisté, zda se podaří najít ve vládní koalici tří stran dostatečnou podporu pro nový zákon. První čtení následované hlasováním se konalo 11. června 2008, kdy návrh zákona prošel v poměru hlasů 84:41. Tomu předcházel vládní návrh manželského zákona ze 14. března 2008, který měl zrovnoprávnit gay a lesbické páry ve všech aspektech veřejného života, včetně možnosti společné adopce dětí, asistované reprodukce a církevních sňatků (ačkoli nejsou náboženské obce povinné oddávat stejnopohlavní páry). Nová legislativa přeformulovala definici občanských sňatků z trvalého svazku muže a ženy na trvalý svazek dvou osob. Tento zákon prošel 17. června i horní komorou norského parlamentu v poměru hlasů 23:17 následované získáním podpisu krále Haralda V. Zákon nabyl účinnosti 1. ledna 2009. Na základě nového zákona o manželství se v případě lesbických párů podstupujících asistovanou reprodukci aplikuje obdobně jako u heterosexuálních párů právní domněnka rodičovství manželky biologické matky, a to počínaje momentem oplodnění.
V roce 2014 zamítnul celostátní koncil Norské církve návrh umožňující homosexuálním párům uzavírat církevní sňatek.
V roce 2015 změnila Norská církev svůj názor a začala oddávat homosexuální páry v kostelech. Rozhodnutí bylo oficiálně ratifikováno na každoroční konferenci 11. dubna 2016.

## Veřejné mínění
Pět různých statistik Gallup Europe, Sentio, Synovate MMI, Norstat a YouGov v letech 2003, 2005, 2007, 2008, 2012 a 2013 ukázalo, že 61 %, 63 %, 66 %, 58 %, 70 % a 78 % Norů podporuje zákony o genderově-neutrálním manželství.